# 15-й окремий стрілецький батальйон (Україна)
15-й окремий стрілецький батальйон — підрозділ Збройних сил України, який існував у 2022—2023 роках.
Був створений 2022 року у Сумах після початку російського повномасштабного вторгнення. Вів бої у Сумській області. 2023 року переформований на 1-й механізований батальйон 117-ї окремої механізованої бригади.

## Історія
1 березня 2022 був створений 15-й окремий стрілецький батальйон. До його лав увійшли добровольці з міста Суми.
Керівництвом батальйону були створені маневрені бойові групи, які атакували колони та живу силу російських окупаційних військ. Батальйон знищив значну кількість російської броньованої та колісної техніки у м. Суми та Сумському районі. Завдяки цьому було сповільнено просування росіян в напрямку м. Київ та м. Харків.
Протягом 2022 року батальйон діяв на ділянці кордону Сумської області.
У березні 2023 року повідомлялося, що батальйон був переформований на 1-й механізований батальйон 117-ї окремої механізованої бригади.

## Втрати
- Андрій Авраменко, майор[2]
- Олександр Масюк, капітан[2]
- Роман Куровський, солдат[2]
- Олександр Кривонос, солдат[2]
- Дмитро Варенко, солдат[2]

## Традиції
Була розроблена відзнака командира батальйону.

## Вшанування
В квітні 2023 року стало відомо, що у Сумах може з'явитися вулиця на честь 15-го окремого стрілецького батальйону. Обговорення, яке організував департамент забезпечення ресурсних платежів, тривало з 13 лютого по 14 квітня за зверненням в/ч А7099.